# Општина Велење
Градска општина Велење (словен. Velenje) је једна од општина Савињске регије у држави Словенији. Седиште општине је истоимени град Велење.

## Природне одлике
Рељеф: Општина Велење налази се у средишњем делу Словеније, у југозападном делу области Штајерска. Јужна половина општине се простире у истоименој Велењској котлини, коју ствара река Пака. Изнад котлине издижу се планине Љубела на северозападу и Пашки Козјак на североистоку.
Клима: У општини влада умерено континентална клима.
Воде: Најважнији водоток у општини је речица Пака. Сви остали водотоци су мали и њен су притоке. На реци Паки низводно од града образовано је вештачко Велењско језеро.

## Становништво
Општина Велење је веома густо насељена.

## Насеља општине
| - Арначе - Бевче - Велење - Винска Гора - Јаншково Село - Кавче - Лазе - Липје | - Лопатник - Лопатник при Велењу - Ложница - Пака при Велењу - Пашки Козјак - Пирешица - Плешивец - Подгорје - Подкрај при Велењу | - Прелска - Силова - Храстовец - Чрнова - Шенбриц - Шкале - Шкалске Цирковце - Шмартинске Цирковце |  |